# Порта Салария

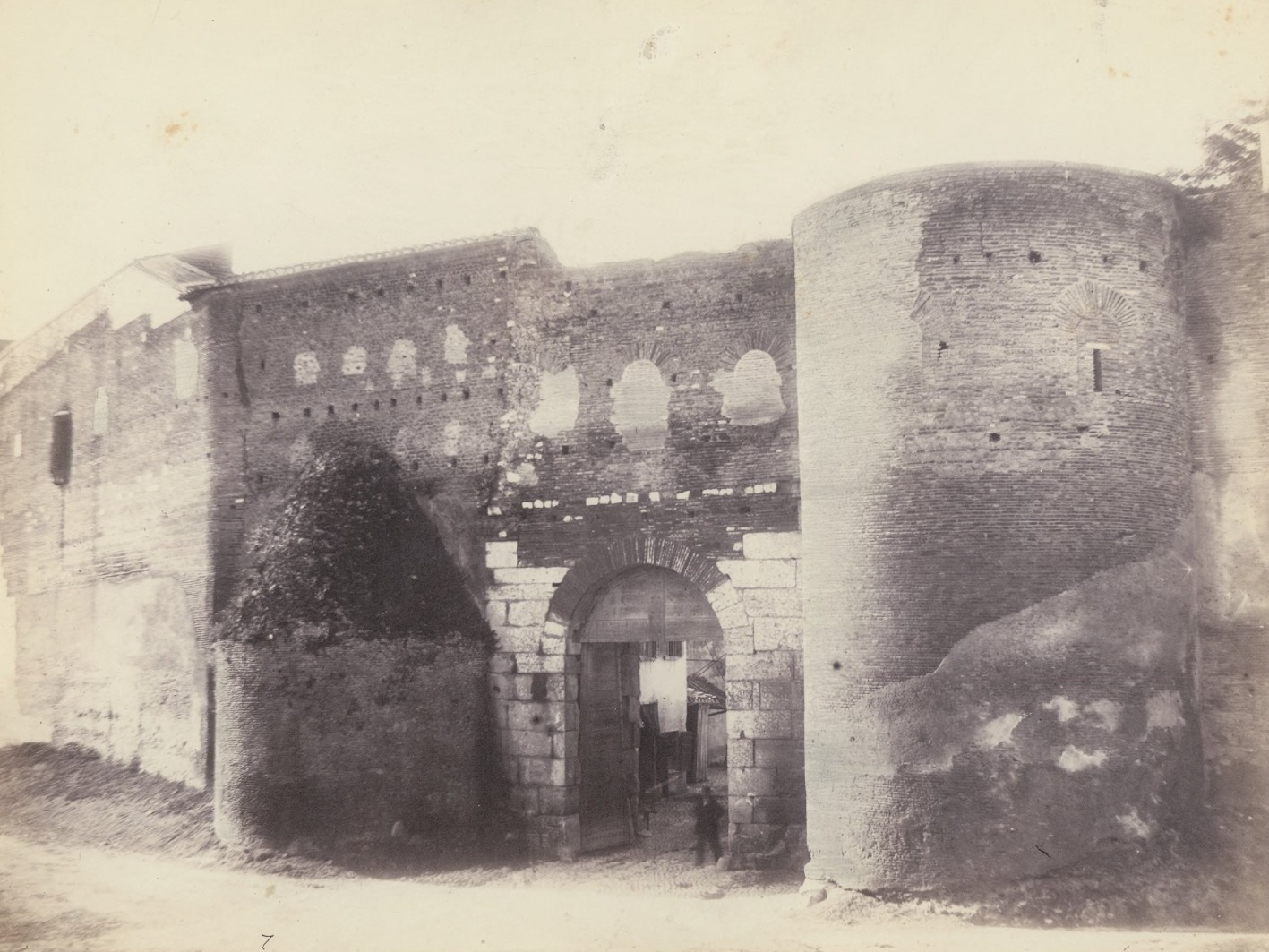

Порта Салария (Porta Salaria, Соляные ворота) — некогда ворота стены Аврелиана в Риме, не сохранившиеся до наших дней. Через них проходила Via Salaria nova и от этих ворот за городом начиналась Соляная дорога (Via Salaria vetus)
Эти ворота имели основной вход из камня в виде арки и две кирпичные полукруглые башни. В 1870 году ворота были сильно повреждены и были снесены в 1871 году, затем снова восстановлены по плану архитектора Virginio Vespignani. В 1921 году их снова разрушили, чтобы освободить место для движения транспорта, сейчас данную территорию занимает Piazza Fiume.